# Kaziopole
Kaziopole – wieś w Polsce położona w województwie wielkopolskim, w powiecie obornickim, w gminie Rogoźno.
W latach 1975–1998 miejscowość administracyjnie należała do województwa pilskiego.
Kaziopole jest wsią typowo rolniczą. Zabudowa wsi zwarta, skoncentrowana wzdłuż jednej drogi, jest to więc ulicówka.